# Euxoa xasta
Euxoa xasta là một loài bướm đêm trong họ Noctuidae.